# Elad
Elad (hebr. אלעד) – miasto położone w Dystrykcie Centralnym w Izraelu.
Leży w Szefeli w otoczeniu miasta Rosz ha-Ajin, kibucu Nachszonim, moszawów Bareket, Giwat Koach, Rinnatja, Mazor i Kefar Sirkin. Na wschód od miasta znajduje się granica Autonomii Palestyńskiej, strzeżona przez mur bezpieczeństwa. Po stronie palestyńskie są arabskie wioski Dajr Ballut i Rantis. Na południowy wschód od miasta znajduje się tajna super-nowoczesna baza Sił Obronnych Izraela.

## Historia
Budowa osady w tym miejscu rozpoczęła się pod koniec lat 90. XX wieku. Oficjalne utworzenie osiedla nastąpiło w 1998. Z powodu gęstej zabudowy i dużej liczby mieszkańców Elad od samego początku swojego istnienia posiadało status samorządu lokalnego. Jest to jedyne miasto w Izraelu, które zostało oficjalnie uznane za miasto religijne.
5 lutego 2008 Elad otrzymało prawa miejskie.

## Demografia
Zgodnie z danymi Izraelskiego Centrum Danych Statystycznych w 2008 roku w mieście żyło 33,2 tys. mieszkańców, wszyscy Żydzi.
Populacja miasta pod względem wieku:
| Wiek (w latach) | Procent populacji w % |
| --------------- | --------------------- |
| 0-4             | 29,3%                 |
| 5-9             | 17,8%                 |
| 10-14           | 7,0%                  |
| 15-19           | 4,2%                  |
| 20-29           | 20,3%                 |
| 30-44           | 16,4%                 |
| 45-59           | 3,9%                  |
| ponad 60        | 1,0%                  |

Źródło danych: Central Bureau of Statistics.
Miasto posiada następujące osiedla: Neve Hadarim, Newe Ganim, Bnei Bitkha i Nekudat Hen.

## Edukacja
W mieście znajduje się 6 szkół podstawowych i 1 szkoła średnia. Dodatkowo są tutaj jesziwy Talmud Tora Dereh HaMelech, Talmud Tora Kehilat Jakov, Talmud Tora, Beit Midrash Or David i Letseirim Tsemah Tsadik Vizshnits.
W mieście znajduje się także centrum edukacji religijnej Chabad of Elad.

## Komunikacja
Na zachód od miasta przebiega autostrada nr 6, brak jednak możliwości bezpośredniego wjazdu na nią. Z miasta wyjeżdża się na zachód na drogę nr 444 , którą jadąc na południe dojeżdża się do moszawu Bareket, lub jadąc na północ dojeżdża się do kibucu Nachszonim i węzła drogowego z autostradą nr 6.